# 河北大學博物館
河北大學博物館，簡稱河大博物館，位於中華人民共和國河北省保定市莲池区的河北大学的北院校區。

## 历史

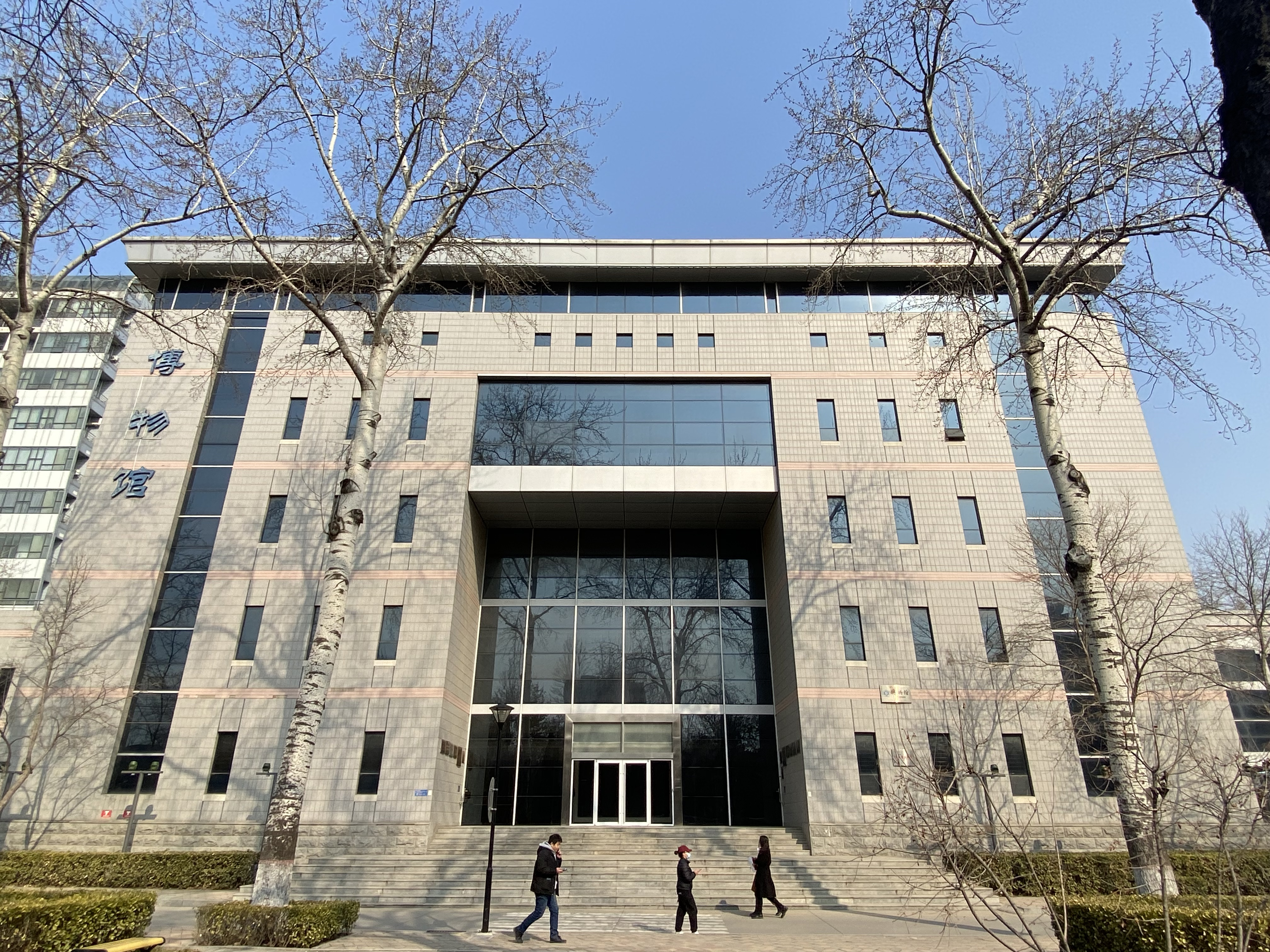

博物館於1996年始建，由原來大學的历史系文物室和生物系标本室联合组建而成；但追尋其历史，卻可追溯到20世纪早期由法国天主教神甫桑志华创立的北疆博物院。現時博物館保存了动植物标本60多萬件，多個在中國新近發現物種的標本。包括；文物館收藏了文物近7000件，其中国家一、二级文物70余件，馆藏数量和藏品的质素在全中國位居高校前列。

## 生物館
現時博物館的生物館可分為七大展館，分別為：
1. 动物系统学展馆
2. 水生动物展馆（包括淡水生物和海洋生物）
3. 蛛形动物展馆
4. 六足动物（主要為昆蟲）展馆
5. 昆虫文化展馆（例如：名畫、民俗等）
6. 动物学科研究成果展馆
7. 世界著名动物学家展馆

## 外部連結
- 官方网站